# 呂菲斯克
呂菲斯克（法語：Rufisque）是非洲國家塞內加爾西部的城市，由達喀爾區負責管轄，位於佛得角半島，曾經是重要的港口，在法国殖民时期也是殖民帝国本土的一部分:165，現時屬於達喀爾郊區。

## 外部連結
- Rufisque News, online version of Rufisque based newspaper.
- MSN Map

14°43′N 17°16′W / 14.717°N 17.267°W